# Đội đua Alpine
Đội đua Alpine, hiện đang đua ở Công thức 1 với tên gọi BWT Alpine F1 Team, là một đội đua Công thức 1 Pháp thi đấu tại Công thức 1 kể từ năm 2021. Đội trước đây từng thi đấu với tên gọi Renault F1 và kể từ năm 2021, đội đã được đổi tên để quảng bá thương hiệu xe thể thao của Renault, Alpine, và tiếp tục đóng vai trò là đội đua đại diện cho Renault. Bộ phận quản lý của đội có trụ sở tại Enstone, Oxfordshire, Anhcòn bộ phận động cơ của đội có trụ sở tại Viry-Châtillon, ngoại ô Paris, Pháp.

## Lịch sử